# Evil Älive
Albums de Aya Kamiki
Individual Emotion
(2010)
EPs par Aya Kamiki
Gloriosa
(2010)
EvilÄlive est le 5e mini album de Aya Kamiki, sorti sous le label Avex Trax le 9 mars 2011 au Japon.

## Présentation
Il sort en format CD et CD+DVD, le DVD contient le live Aya Kamiki Live 2010 ~Gloriosa~ 2010.09.10 @ Liquidroom ebisu. La chanson EvilÄlive a été utilisé pour l'émission Wada Akiko Saikyo Battle! 2 sur BeeTV en février 2011. Ce mini-album est sorti deux jours avant le photobook LIVEÄEVIL. Malheureusement à cause de la catastrophe japonaise auquel le japon fut confronté le 11 mars 2011 soit deux jours après la sortie de ce mini-album, la promotion concernant ce dernier a été annulée. Il arrive toutefois 45e à l'Oricon. Il se vend à 2 127 exemplaires la première semaine et reste classé 2 semaines, pour un total de 2 561 exemplaires vendus.

## Liste des titres
| 1. | EvilÄlive             | 4:39 |
| 2. | Crossover             | 4:19 |
| 3. | One week              | 3:19 |
| 4. | Again                 | 3:57 |
| 5. | Aria                  | 3:49 |
| 6. | Japanese Rock'n Girls | 3:26 |
| 7. | Yell                  | 4:55 |

| 1. | Aya Kamiki Live 2010 ~Gloriosa~ 2010.09.10 @ Liquidroom ebisu    | 00:70 |
| 2. | 『EvilÄlive』 Jacket Shooting + 『LIVEÄEVIL』 photobook shooting |       |
| 3. | EvilÄlive (PV)                                                   |       |